# Квінт Лутацій Церкон
Квінт Лутацій Катул Церкон (285/282 — 235 роки до н. е.) — політичний, державний та військовий діяч Римської республіки, консул 241 року до н. е.

## Життєпис
Походив з плебейського роду Лутаціїв. Син Гая Лутація Катула.
У 241 році до н. е. його було обрано консулом разом з Авлом Манлієм Торкватом Аттіком. Брав участь у завершенні Першої пунічної війни. Формально завершив бойові дії на Сицилії, уклавши остаточний мир на умовах, затверджених його братом Гаєм. Після цього слідкував на відходом карфагенян з Сицилії. Того ж року вирушив проти міста Фаліски, яке намагалося скинути владу Риму. Швидко переміг ворогів й отримав за це від сенату тріумф.
У 236 році до н. е. обрано цензором разом з Луцієм Корнелієм Лентулом Кавдіном. Втім чогось суттєво на цій посаді не зміг зробити, тому що ще до завершення своєї каденції помер.